# Gary Anthony Franken

Wappen von Gary Anthony Franken

Gary Anthony Franken (* 25. September 1962 in Vancouver) ist ein kanadischer Geistlicher und römisch-katholischer Bischof von Saint Paul in Alberta.

## Leben
Gary Anthony Franken trat im Alter von 19 Jahren St. Peter’s Seminary in London und empfing nach dem Abschluss seiner philosophisch-theologischen Studien am 13. Mai 1989 durch Erzbischof James Francis Carney das Sakrament der Priesterweihe für das Erzbistum Vancouver.
Nach sechs Jahren in der Pfarr- und Schulseelsorge ging er zu weiteren Studien nach Rom, wo er 1997 an der Päpstlichen Universität Heiliger Thomas von Aquin das Lizenziat in Theologie und anschließend ein Diplom in Spiritualität erwarb. Nach der Rückkehr in die Heimat war er zwei Jahre lang für die Berufungspastoral verantwortlich und seither in der Pfarrseelsorge tätig, zuletzt von 2011 bis 2022 als Pfarrer der Pfarrei St. Anthony in West Vancouver. Im Jahr 2011 wurde er zum Bischofsvikar für das priesterliche Leben ernannt; ab 2015 war er Dekan des Dekanats North Shore. 2016 wurde er zum Generalvikar des Erzbistums ernannt. Außerdem gehörte er dem erzbischöflichen Rat, dem Pastoralrat des Erzbistums sowie dem Konsultorenkollegium und dem Priesterrat an.
Am 15. September 2022 ernannte ihn Papst Franziskus zum Bischof von Saint Paul in Alberta. Der Erzbischof von Edmonton, Richard William Smith, spendete ihm am 12. Dezember desselben Jahres in der Kathedrale von Saint Paul die Bischofsweihe. Mitkonsekratoren waren der Erzbischof von Vancouver, John Michael Miller CSB, und Frankens Amtsvorgänger Paul Terrio.